# Башилов, Пётр Александрович
Пётр Александрович Башилов (1819—1908) — русский военный деятель.  Генерал от артиллерии (1891).

## Биография
Родился 1 октября 1819 года.  В службу вступил в 1835 году после окончания Михайловского артиллерийского училища, произведён в прапорщики и переведен в 11-ю лёгкую конную артиллерийскую  батарею. В 1844 году произведён в подпоручики.
В 1850 году произведён в штабс-капитаны, в 1854 году в штабс-капитаны гвардейской артиллерии. С 1854 года участник Крымской войны.
В 1858 году произведён в полковники. С 1859 года штаб-офицер для осмотра оружия 4-го армейского корпуса. С 1863 года назначен командиром 2-й конно-артиллерийской бригады. С 1866 года назначен командиром 1-й конно-артиллерийской бригады. 
В 1867 году произведён в генерал-майоры. С 1870 года начальник артиллерии Войска Донского.
В 1876 году произведён в генерал-лейтенанты. С 1877 года начальник артиллерии 4-го армейского корпуса, участник Русско-турецкой войны. С 1879 года начальник артиллерии Оккупационных войск в Болгарии и Финляндского военного округа. С 1883 года  П. А. Башилов был назначен членом Артиллерийского комитета Главного артиллерийского управления, а так же состоял для особых поручений при генерал-фельдцехмейстере и генерал-фельдмаршале великом князе Михаиле Николаевиче.
С 1899 года назначен  членом Александровского комитета о раненых. В 1891 году произведён в генералы от артиллерии.
Умер 29 сентября 1908 года в Санкт-Петербурге.

## Награды
Награды
- Орден Святой Анны 3-й степени  (1846)
- Орден Святого Станислава 2-й степени Императорской короной (1860)
- Орден Святой Анны 2-й степени с мечами  (1863; Императорская корона — 1865)
- Орден Святого Владимира 4-й степени за XXV лет (1866)
- Орден Святого Владимира 3-й степени (1869)
- Орден Святого Станислава 1-й степени (1872)
- Орден Святой Анны 1-й степени  (1876)
- Орден Святого Владимира 2-й степени с мечами (1877)
- Орден Белого орла с мечами (1879)
- Орден Святого Александра Невского (1890; Бриллиантовые знаки — 1894)
- Орден Святого Владимира 1-й степени (1901)